# William Forsyth (botaniker)
William Forsyth, född 1737 i Oldmeldrum, Aberdeenshire, död den 25 juli 1804 i London, var en skotsk botaniker. Forsythiasläktet är uppkallat efter honom.
Forsyth var lärjunge till Philip Miller vid Chelsea Physic Garden. Från 1784 till sin död var han verksam som trädgårdsmästare hos kung George III i de kungliga trädgårdarna vid Kensington Palace och Saint James's Palace. Han ska ha infört forsythian från Kina och han anlade även 1774 den första klippträdgården i Storbritannien, där man använde 40 ton sten från Towern och lavablock från Island.